# الإمارات في الألعاب البارالمبية الصيفية 1996
شاركت دولة الإمارات العربية المتحدة في دورة الألعاب البارالمبية الصيفية لعام 1996 في أتلانتا، الولايات المتحدة. تنافس خمسة رياضيين ولم يحصل أي منهم على أي ميداليات وبالتالي لم يوضع في جدول الميداليات.